# Gustav Knuth
Gustav Adolf Karl Friedrich Knuth (Braunschweig, 7 juli 1901 – Küsnacht, 1 februari 1987) was een Duitse acteur.

## Carrière
Gustav Knuth volgde een opleiding tot bankwerker, opgedrongen door zijn vader, maar beëindigde deze en volgde toneelonderricht bij de acteur Casimir Paris in Braunschweig. Zijn eerste verbintenis kreeg hij in Hildesheim (1918). Van 1919 tot 1922 speelde hij in het Stadttheater Harburg, tussen 1922 en 1925 in Bazel. Van 1933 tot 1936 werkte hij bij het Deutsches Schauspielhaus in Hamburg. Van daaruit werd hij gecontracteerd door het Preußische Staatstheater in Berlijn, waar hij bleef tot 1945.
Tussen 1945 en 1949 was hij wederom werkzaam bij het Deutsches Schauspielhaus Hamburg. In 1946 werd hij door het Britse bezettingsleger opgeroepen als Vertreter der Kulturschaffenden in de Ernannte Bürgerschaft van Hamburg. Bij de eerste gemeenteraadsverkiezingen in hetzelfde jaar was hij kandidaat voor de partij Freien Kulturpolitischen Bundes, echter zonder succes. Vanaf 1949 werd hij lid van het ensemble van het toneelhuis Zürich, waar hij samen speelde met Therese Giehse.
Friedrich Dürrenmatt schreef voor Knuth de rol van de wetenschapper Beutler in zijn stuk Die Physiker, dat in 1964 door Fritz Umgelter voor de televisie werd geproduceerd. Hij speelde ook mee in de Sissi-trilogie als Hertog Max in Bayern (de vader van Sissi), aan de zijde van Romy en Magda Schneider. Sinds 1935 stond hij ook voor de camera. Zijn beste film volgens hemzelf was de in 1946 uitgebrachte film Unter den Brücken van regisseur Helmut Käutner. Met de doorbraak van de televisie in de jaren 1960 werd hij meer bekend onder het grote publiek. Als dierenarts Dr. Hofer in de serie Alle meine Tiere werd hij snel tot publiekslieveling. Tijdens de jaren 1960 en 1970 behoorde hij tot de markantste Duitse tv-acteurs, die in talrijke films en series populaire, goedaardige karakters speelde.
Een opvolgend succes had hij in 1967/1968 met de familieserie Großer Mann, was nun?. In de populaire circusserie Salto Mortale representeerde hij de leider van een artiestenfamilie. Ook de 26-delige familieserie Drüben bei Lehmanns (1971) kreeg veel bijval. In 1979 was Knuth te zien als de Eiserner Gustav in de gelijknamige serie van regisseur Wolfgang Staudte. Zijn laatste rol in een bioscoopfilm speelde hij in Der Bockerer (1981).
Hij was ook bekend als stemacteur. Hij speelde ook in de derde Paul Temple-serie van krimi-auteur Francis Durbridge, Paul Temple und der Fall Vandyke (1953) als Philip Droste een van de hoofdrollen, met als regisseur Eduard Hermann.

## Privéleven en overlijden
Gustav Knuth was getrouwd met Gustl Busch. Hun zoon Klaus (1935 – 2012) werd eveneens acteur. Het huwelijk werd in de jaren 1930 ontbonden. Daarna trouwde hij met zijn collega Elisabeth Lennartz. De actrice Nicole Knuth is zijn kleindochter, die als de ene helft van het duo Knuth en Tucek werd onderscheiden met de Salzburger Stier (2011). In 1974 publiceerde Knuth zijn memoires Mit einem Lächeln im Knopfloch. Hij overleed in 1987 in de leeftijd van 85 jaar aan de gevolgen van een hartinfarct. Zijn laatste rustplaats bevindt zich op het kerkhof van Hinterriet/Küsnacht bij Zürich.

## Onderscheidingen
Gustav Knuth werd in 1935 benoemd tot staatsacteur. Voor zijn artistieke prestatie in Der Lügner (1962) kreeg hij de Ernst Lubitsch-Prijs. In 1967, 1968 en 1980 kreeg hij telkens een Gouden Bambi, in 1970 een Zilveren Bambi. In 1976 kreeg hij de Goldene Kamera voor zijn presentatie bij de talkshow Künstlerstammtisch van de SFB. Voor zijn jarenlange en voortreffelijk werk bij de Duitse film werd hij in 1974 onderscheiden met het Goldene Filmband.

## Filmografie

### Bioscoopfilms
- 1935: Der Ammenkönig
- 1937: Heimweh
- 1938: Schatten über St. Pauli
- 1939: Der Vorhang fällt
- 1939: Mann für Mann
- 1939: Das Lied der Wüste
- 1940: Zwischen Hamburg und Haiti
- 1940: Das Mädchen von Fanö
- 1941: Friedemann Bach
- 1941: Pedro soll hängen
- 1942: Das große Spiel
- 1943: Gefährtin meines Sommers
- 1943: Ein glücklicher Mensch
- 1944: Große Freiheit Nr. 7
- 1945: Das Leben geht weiter
- 1945: Unter den Brücken
- 1948: Fahrt ins Glück
- 1949: Das Geheimnis der roten Katze
- 1949: Tromba
- 1949: 1 x 1 der Ehe
- 1949: Der blaue Strohhut
- 1950: Geliebter Lügner
- 1950: Land der Sehnsucht
- 1950: Der Theodor im Fußballtor
- 1950: Es kommt ein Tag
- 1951: Eine Frau mit Herz
- 1951: Das seltsame Leben des Herrn Bruggs
- 1951: Der blaue Stern des Südens
- 1952: Der fröhliche Weinberg
- 1952: Palace Hotel
- 1952: Das kann jedem passieren
- 1953: Die Venus vom Tivoli
- 1953: Keine Angst vor großen Tieren
- 1953: Muß man sich gleich scheiden lassen?
- 1953: Die Nacht ohne Moral
- 1954: Auf der Reeperbahn nachts um halb eins
- 1954: Raub der Sabinerinnen
- 1954: Die Mücke
- 1955: Griff nach den Sternen
- 1955: Geliebte Feindin
- 1955: Die Ratten
- 1955: Ich denke oft an Piroschka
- 1955: 08/15 in der Heimat
- 1955: Himmel ohne Sterne
- 1955–1957: Sissi-Trilogie
- 1956: Regine
- 1956: Heidemarie
- 1956: Spion für Deutschland
- 1956: Sissi, die junge Kaiserin
- 1956: Hengst Maestoso Austria
- 1956: Der Bettelstudent
- 1956: Heute heiratet mein Mann
- 1956: Wenn wir alle Engel wären
- 1956: S’Waisechind vo Engelberg
- 1957: Robinson soll nicht sterben
- 1957: Ein Stück vom Himmel
- 1957: Der 10. Mai
- 1957: Der Graf von Luxemburg
- 1957: Sissi - Schicksalsjahre einer Kaiserin
- 1957: Das Schloß in Tirol
- 1957: … und die Liebe lacht dazu
- 1957: Wenn Frauen schwindeln
- 1958: Ihr 106. Geburtstag
- 1958: Das Dreimäderlhaus
- 1958: Kleine Leute mal ganz groß
- 1958: Der schwarze Blitz
- 1958: Man ist nur zweimal jung
- 1958: Hoch klingt der Radetzkymarsch
- 1959: Alle lieben Peter
- 1959: 2 x Adam, 1 x Eva
- 1959: Buddenbrooks
- 1959: Freddy unter fremden Sternen
- 1959: Geliebte Bestie
- 1960: Ich heirate Herrn Direktor
- 1960: Das kunstseidene Mädchen
- 1960: Kein Engel ist so rein
- 1960: Lampenfieber
- 1960: Der Herr mit der schwarzen Melone
- 1960: Conny und Peter machen Musik
- 1960: Eine Frau fürs ganze Leben
- 1960: Der Teufel hat gut lachen
- 1960: Auf Engel schießt man nicht
- 1960: An heiligen Wassern
- 1961: Der Lügner
- 1961: Eine hübscher als die andere
- 1961: Nur der Wind
- 1961: Chikita
- 1961: Musik ist Trumpf
- 1963: Die Nylonschlinge
- 1963: Meine Tochter und ich
- 1963: Rote Lippen soll man küssen
- 1964: Die ganze Welt ist Himmelblau
- 1964: Das hab ich von Papa gelernt
- 1964: Heiß weht der Wind
- 1964: Jetzt dreht die Welt sich nur um dich
- 1965: Schüsse im 3/4 Takt
- 1965: Heidi
- 1965: Der Kongreß amüsiert sich
- 1965: Tante Frieda – Neue Lausbubengeschichten
- 1966: Onkel Filser – Allerneueste Lausbubengeschichten
- 1968: Frau Wirtin hat auch einen Grafen
- 1969: Die tolldreisten Geschichten – nach Honoré de Balzac
- 1969: Pepe, der Paukerschreck
- 1969: Charley’s Onkel
- 1981: Der Bockerer

### Televisiefilms
- 1961: Und Pippa tanzt
- 1963: Der Privatsekretär
- 1963: Eine schöne Bescherung
- 1964: Ein Volksfeind
- 1964: Die Physiker
- 1965: Kabale und Liebe
- 1965: Das Leben des Horace A.W. Tabor
- 1966 Großer Ring mit Außenschleife
- 1967: Kranichtanz
- 1968: Der Meteor
- 1968: Das Lächeln hinterm Vorhang
- 1969: Die Reise nach Tilsit
- 1970: Die Herberge
- 1971: Professor Sound und die Pille
- 1971: Glückspilze
- 1971: Die heilige Johanna
- 1972: Die Glücksspirale
- 1975: Damals wie heute
- 1976: Das kleine Hofkonzert
- 1972: Der Illegale (driedelig)
- 1977: Gaslicht
- 1977: Schwindelig vor Geld und Liebe
- 1977: Links und rechts vom Ku’damm
- 1978: Kleine Geschichten mit großen Tieren
- 1979: Wo die Liebe hinfällt
- 1980: Die Alten kommen
- 1981: Der Schützling
- 1981: Oh du fröhliche
- 1982: So oder so ist das Leben

### Televisieseries
- 1962–1963: Alle meine Tiere (9 afleveringen)
- 1967–1968: Großer Mann, was nun? (8 afleveringen)
- 1969–1972: Salto Mortale (18 afleveringen)
- 1971–1973: Drüben bei Lehmanns (18 afleveringen)
- 1972–1973: Kleinstadtbahnhof (26 afleveringen)
- 1972: Der Illegale
- 1973: Neues vom Kleinstadtbahnhof
- 1973–1974: Hallo – Hotel Sacher … Portier! (afleveringen 1x05, 2x10)
- 1973: Eine Frau bleibt eine Frau
- 1974: Die Powenzbande (aflevering 1x01)
- 1978: Der eiserne Gustav (7 afleveringen)
- 1981: Leute wie du und ich
- 1983: Polizeiinspektion 1 (aflevering 6x05)

## Hoorspelen
Bron: ARD-Hoorspeldatabank
- 1926: Hans Sturm; W. Färber: Das Extemporale – Regie: Felix Hauser (NORAG) – eerste uitzending: 5 augustus 1926
- 1926: Ludwig Fulda: Jugendfreunde – Regie: Felix Hauser (NORAG) – eerste uitzending: 14 augustus 1926
- 1926: Ludwig Fulda: Lottchens Geburtstag – Regie: Felix Hauser (NORAG) – eerste uitzending: 22 augustus 1926
- 1945: Carl Zuckmayer: Der Hauptmann von Köpenick – Regie: Helmut Käutner (Radio Hamburg) – eerste uitzending: 3 september 1945
- 1945: Oskar Blumenthal; Gustav Kadelburg: Im weißen Rössl – Regie: Otto Kurth (NWDR) – eerste uitzending: 10 december 1945
- 1946: Molière: Tartuffe – Regie: Otto Kurth (NWDR) – eerste uitzending: 14 januari 1946
- 1946: Heinrich Heine: Ratcliff – Regie: Gustav Burmester (NWDR) – eerste uitzending: 17 februari 1946
- 1946: Johann Wolfgang von Goethe: Urfaust – Regie: Ludwig Cremer (NWDR) – eerste uitzending: 1 april 1946
- 1946: George Bernard Shaw: Pygmalion – Regie: Otto Kurth (NWDR) – eerste uitzending: 1 juli 1946
- 1950: Gerda Corbett: Freundinnen – Regie: Heinz-Günter Stamm (BR) – eerste uitzending: 19 mei 1950
- 1950: William Shakespeare: Ein Sommernachtstraum – Regie: Heinz-Günter Stamm (BR) – eerste uitzending: 26 juli 1950
- 1950: Alphonse Daudet: Die Abenteuer des Herrn Tartarin de Tarascon – Regie: Heinz-Günter Stamm (BR) – eerste uitzending: 3 december 1950
- 1951: Gerhart Hauptmann: Hanneles Himmelfahrt – Regie: Heinz-Günter Stamm (BR) – eerste uitzending: 14 september 1951
- 1953: Wilhelm Hauff: Der Traum vom Glanz der Welt – Regie: Ludwig Cremer (NWDR) – eerste uitzending: 16 juni 1953
- 1953: Anton Tschechow: Der Bär – Regie: Eduard Hermann (NWDR) – eerste uitzending: 7 augustus 1953
- 1953: Lothar Tank: Goethe schreibt ein Hörspiel – Regie: Wilhelm Semmelroth (NWDR) – Erstsendung: 18 augustus 1953
- 1953: Francis Durbridge: Paul Temple und der Fall Vandyke (deel 3: Mr. Droste wird vorgestellt) – Regie: Eduard Hermann (NWDR) – eerste uitzending: 25 september 1953
- 1953: Francis Durbridge: Paul Temple und der Fall Vandyke (deel 4: Boulevard Seminaire) – Regie: Eduard Hermann (NWDR) – eerste uitzending: 2 oktober 1953
- 1953: Francis Durbridge: Paul Temple und der Fall Vandyke (deel 5: Roger Shelly gibt einen Wink) – Regie: Eduard Hermann (NWDR) – eerste uitzending: 9 oktober 1953
- 1953: Francis Durbridge: Paul Temple und der Fall Vandyke (deel 6: Der Verdächtige Nr. 1) – Regie: Eduard Hermann (NWDR) – eerste uitzending: 16 oktober 1953
- 1953: Hellmut von Cube: Der falsche Schutzengel – Regie: Heinz-Günter Stamm (BR) – eerste uitzending: 20 oktober 1953
- 1953: Francis Durbridge: Paul Temple und der Fall Vandyke (deel 8: Mr. Vandyke) – Regie: Eduard Hermann (NWDR) – eerste uitzending: 30 oktober 1953
- 1953: Johannes von Tepl: Der Ackermann und der Tod – Regie: Ludwig Cremer (NWDR) – eerste uitzending: 22 november 1953
- 1953: Heinrich Rossbacher: Roter Mohn – Regie: Franz Zimmermann (NWDR) – eerste uitzending: 8 december 1953
- 1954: Rudolf Oswald Diehl: Das ungeschriebene Gesetz – Regie: Raoul Wolfgang Schnell (NWDR / SFB) – eerste uitzending: 23 juli 1954
- 1955: Jacques Perret, Jean Forest: Ein Ding taucht auf – Regie: Eduard Hermann (NWDR) – eerste uitzending: 18 januari 1955
- 1955: Jürgen Gütt: Neues aus Schilda (aflevering: Die gräßlichen Zwillinge) – Regie: Raoul Wolfgang Schnell (NWDR) – eerste uitzending: 21 januari 1955
- 1955: Johannes Hendrich: Lauter Engel um Monsieur Jacques – Regie: Raoul Wolfgang Schnell (NWDR) – eerste uitzending: 9 februari 1955
- 1955: Johan-Mark Elsing: Das große Wagnis (deel 10: Ende und Sinn des Abenteuers) – Regie: Kurt Meister (NWDR) – eerste uitzending: 12 februari 1955
- 1955: Heinz Ulrich: Ich wünsche mir einen Mann – Regie: Heinz-Günter Stamm (BR) – eerste uitzending: 15 februari 1955
- 1955: Carl Stefan: Alle unter einem Hut – Regie: Eduard Hermann (NWDR) – eerste uitzending: 17 februari 1955
- 1955: Georges Simenon: Maigret und die nette alte Dame – Regie: Raoul Wolfgang Schnell (NWDR) – eerste uitzending: 4 maart 1955
- 1955: William Shakespeare: Der Widerspenstigen Zähmung – Regie: Walter Ohm (BR) – eerste uitzending: 8 maart 1955
- 1955: Ugo Betti: Die Flüchtende – Regie: Ludwig Cremer (NWDR) – eerste uitzending: 14 april 1955
- 1955: Helene Schmoll: Die Chamäleondame – Regie: Kurt Meister (NWDR) – eerste uitzending: 26 augustus 1955
- 1955: Manuel van Loggem: Das Haus am Hafen – Regie: Ludwig Cremer (NWDR) – eerste uitzending: 2 december 1955
- 1955: Gotthold Ephraim Lessing: Nathan der Weise – Regie: Walter Ohm (BR) – eerste uitzending: 13 december 1955
- 1956: Walter Andreas: Des Königs Sohn – Regie: Gottfried Gülicher (WDR) – eerste uitzending: 7 januari 1956
- 1956: Karl May: Winnetou (deel 8: Die Eisenbahnräuber) – Regie: Kurt Meister (WDR) – eerste uitzending: 25 februari 1956
- 1956: Karl May: Winnetou (deel 9: Winnetous Tod) – Regie: Kurt Meister (WDR) – eerste uitzending: 3 maart 1956
- 1956: Friedrich Dürrenmatt: Herkules und der Stall des Augias – Regie: Walter Ohm (BR) – eerste uitzending: 26 juni 1956
- 1956: Marcel Pagnol: Gottes liebe Kinder – Regie: Raoul Wolfgang Schnell (WDR / NDR) – eerste uitzending: 20 december 1956
- 1956: Anton Tschechow: Ein Heiratsantrag – Regie: Ludwig Cremer (WDR) – eerste uitzending: 17 januari 1956
- 1958: Franz Essel: Alexander in Athen – Regie: Raoul Wolfgang Schnell (WDR) – eerste uitzending: 10 januari 1958
- 1958: Johannes Hendrich: Lauter Engel um Monsieur Jacques – Regie: Heinz-Günter Stamm (BR) – eerste uitzending: 25 oktober 1958
- 1959: Franz von Schönthan, Paul von Schönthan: Der Raub der Sabinerinnen – Regie: Heinz-Günter Stamm (BR) – eerste uitzending: 1 februari 1959
- 1959: Sophokles, Ezra Pound: Die Frauen von Trachis – Regie: Walter Ohm (BR) – eerste uitzending: 3 juli 1959
- 1961: Walter Bauer: Das Bild an der Wand – Regie: Gustav Burmester (NDR) – eerste uitzending: april 1961
- 1961: Christopher Fry: Ein Schlaf Gefangener – Regie: Cläre Schimmel (SDR) – eerste uitzending: 6 december 1961
- 1962: Edmond Kinds: Die Spatzen von Baltimore – Regie: Ludwig Cremer (WDR) – eerste uitzending: 25 juli 1962
- 1963: Bernd Grashoff: Memoiren eines Butlers – Regie: Heinz-Günter Stamm (BR) – eerste uitzending: 20 januari 1963
- 1963: Padraic Fallon: Im Gasthaus zur Brücke – Regie: Ludwig Cremer (SDR / BR / RIAS Berlin) – eerste uitzending: 29 december 1963
- 1963: Jürg Federspiel: Orangen vor ihrem Fenster – Regie: Kurt Hirschfeld (HR / NDR / SR DRS) – eerste uitzending: 17 februari 1964
- 1963: Georges Simenon: Georges Simenon-Reihe (aflevering 5: Die grünen Fensterläden) – Regie: Gert Westphal (SWF / WDR) – eerste uitzending: 10 maart 1964

- Bibsys: 7004341
- Bibliothèque nationale de France: cb14194125b (data)
- Gemeinsame Normdatei: 118563858
- Historisch woordenboek van Zwitserland: 009509
- International Standard Name Identifier: 0000 0000 5515 8877
- Library of Congress Control Number: no2008047893
- MusicBrainz: efd91f87-9503-413c-873c-7430b093d30d
- Nationale Bibliotheek van Tsjechië: jn20000700924
- Nationale Bibliotheek van Israël: 987007459870905171
- Istituto Centrale per il Catalogo Unico: TO0V441478
- LIBRIS: 251292
- Système universitaire de documentation: 144272687
- Theaterlexikon der Schweiz: Gustav_Knuth
- Virtual International Authority File: 10059280
- WorldCat: E39PBJvMFjHpdYRmFM96Jwxv73